# 500 miles d'Indianapolis 1976
Les 500 miles d'Indianapolis 1976, organisés le dimanche 30 mai 1976 sur l'Indianapolis Motor Speedway, ont été remportés par le pilote américain Johnny Rutherford sur une McLaren-Offenhauser.

## Grille de départ
| Ligne | Intérieur         | Milieu            | Extérieur        |
| 1     | Johnny Rutherford | Gordon Johncock   | Tom Sneva        |
| 2     | Al Unser          | A. J. Foyt        | Pancho Carter    |
| 3     | Wally Dallenbach  | Gary Bettenhausen | Bill Vukovich II |
| 4     | Larry Cannon      | Mike Mosley       | Bobby Unser      |
| 5     | Roger McCluskey   | Johnny Parsons    | John Martin      |
| 6     | Dick Simon        | Vern Schuppan     | Bill Puterbaugh  |
| 7     | Mario Andretti    | Jerry Grant       | Billy Scott      |
| 8     | Salth Walther     | Steve Krisiloff   | Al Loquasto      |
| 9     | Spike Gehlausen   | Larry McCoy       | George Snider    |
| 10    | Bob Harkey        | Sheldon Kinser    | Lloyd Ruby       |
| 11    | David Hobbs       | Tom Bigelow       | Jan Opperman     |

La pole a été réalisée par Johnny Rutherford à la moyenne de 304,097 km/h. Le meilleur temps des qualifications est quant à lui à mettre à l'actif de Mario Andretti avec une moyenne de 304,816 km/h.

## Classement final
| Pos. | Pilote              | Voiture               | Tours | Temps/Abandon    |
| 1    | Johnny Rutherford   | McLaren-Offenhauser   | 102   |                  |
| 2    | A. J. Foyt          | Coyote-Foyt           | 102   |                  |
| 3    | Gordon Johncock     | Wildcat-DGS           | 102   |                  |
| 4    | Wally Dallenbach    | Wildcat-DGS           | 101   |                  |
| 5    | Pancho Carter       | Eagle-Offenhauser     | 101   |                  |
| 6    | Tom Sneva           | McLaren-Offenhauser   | 101   |                  |
| 7    | Al Unser            | Parnelli-Cosworth     | 101   |                  |
| 8    | Mario Andretti      | McLaren-Offenhauser   | 101   |                  |
| 9    | Salt Walther        | McLaren-Offenhauser   | 100   |                  |
| 10   | Bobby Unser         | Eagle-Offenhauser     | 100   |                  |
| 11   | Lloyd Ruby          | Eagle-Offenhauser     | 100   |                  |
| 12   | Johnny Parsons      | Eagle-Offenhauser     | 98    |                  |
| 13   | George Snider       | Eagle-Offenhauser     | 98    |                  |
| 14   | Tom Bigelow         | Eagle-Offenhauser     | 98    |                  |
| 15   | Mike Mosley         | Eagle-Offenhauser     | 98    |                  |
| 16   | Jan Opperman        | Eagle-Offenhauser     | 97    |                  |
| 17   | Larry Cannon        | Eagle-Offenhauser     | 97    |                  |
| 18   | Vern Schuppan (R)   | Eagle-Offenhauser     | 97    |                  |
| 19   | Sheldon Kinser      | Dragon-Offenhauser    | 97    |                  |
| 20   | Bob Harkey          | Kingfish-Offenhauser  | 97    |                  |
| 21   | John Martin         | Dragon-Offenhauser    | 96    |                  |
| 22   | Bill Puterbaugh     | Eagle-Offenhauser     | 96    |                  |
| 23   | Billy Scott (R)     | Eagle-Offenhauser     | 96    |                  |
| 24   | Steve Krisiloff     | Eagle-Offenhauser     | 95    |                  |
| 25   | Al Loquasto (R)     | McLaren-Offenhauser   | 95    |                  |
| 26   | Larry McCoy         | Rascar-Offenhauser    | 91    |                  |
| 27   | Jerry Grant         | Eagle-AMC             | 91    |                  |
| 28   | Gary Bettenhausen   | Eagle-Offenhauser     | 52    | turbo            |
| 29   | David Hobbs         | McLaren-Offenhauser   | 10    | fuite d'eau      |
| 30   | Roger McCluskey     | Lightning-Offenhauser | 8     | accident         |
| 31   | Bill Vukovich II    | Eagle-Offenhauser     | 2     | mécanique        |
| 32   | Dick Simon          | Vollstedt-Offenhauser | 1     | mécanique        |
| 33   | Spike Gehlausen (R) | McLaren-Offenhauser   | 0     | pression d'huile |

Un (R) indique que le pilote était éligible au trophée du "Rookie of the Year" (meilleur débutant de l'année), attribué à Vern Schuppan.

## À noter
La course a été arrêtée par la pluie au 103e tour. Les officiels ont pris en compte le classement à l'issue du tour précédent. Il s'agit de l'édition la plus courte des 500 miles d'Indianapolis.

## Sources
- (en) Résultats complets sur le site officiel de l'Indy 500